# Баррі (Іллінойс)
Баррі (англ. Barry) — місто (англ. city) в США, в окрузі Пайк штату Іллінойс. Населення — 1303 особи (2020).

## Географія
Баррі розташоване за координатами 39°41′54″ пн. ш. 91°2′23″ зх. д. / 39.69833° пн. ш. 91.03972° зх. д. (39.698284, -91.039794).  За даними Бюро перепису населення США в 2010 році місто мало площу 3,66 км², уся площа — суходіл.

## Демографія
Згідно з переписом 2010 року, у місті мешкало 1318 осіб у 545 домогосподарствах у складі 341 родини. Густота населення становила 360 осіб/км².  Було 618 помешкань (169/км²).
Расовий склад населення:
| - 97,0 % — білих - 0,3 % — корінних американців - 0,2 % — азіатів - 1,2 % — осіб інших рас |

До двох чи більше рас належало 1,4 %. Частка іспаномовних становила 1,4 % від усіх жителів.
За віковим діапазоном населення розподілялося таким чином: 22,7 % — особи молодші 18 років, 56,5 % — особи у віці 18—64 років, 20,8 % — особи у віці 65 років та старші. Медіана віку мешканця становила 42,8 року. На 100 осіб жіночої статі у місті припадало 82,3 чоловіків;  на 100 жінок у віці від 18 років та старших — 81,3 чоловіків також старших 18 років.
Середній дохід на одне домашнє господарство  становив 49 013 долари США (медіана — 35 000), а середній дохід на одну сім'ю — 53 088 доларів (медіана — 45 179). Медіана доходів становила 32 311 долар для чоловіків та 31 071 долар для жінок. За межею бідності перебувало 7,9 % осіб, у тому числі 6,2 % дітей у віці до 18 років та 11,9 % осіб у віці 65 років та старших.
Цивільне працевлаштоване населення становило 550 осіб. Основні галузі зайнятості: освіта, охорона здоров'я та соціальна допомога — 23,5 %, роздрібна торгівля — 20,4 %, виробництво — 18,0 %.